# Stanisław Gryta
Stanisław Gryta ps. Rogowski (ur. 2 stycznia 1908 w Bychawie) – polski wojskowy, major.

## Życiorys
Był synem Józefa i Marianny. Mieszkał w Woli Dużej. Przed wybuchem II wojny światowej uzyskał wyższe wykształcenie rolnicze i rozpoczął pracę inspektora w Organizacji Towarzystw Rolniczych i Kółek Rolniczych w Lublinie. Należał do Związku Młodzieży Wiejskiej Wici, a w trakcie studiów do Polskiej Akademickiej Młodzieży Ludowej. Odbył służbę wojskową w 8 pułku piechoty Legionów i przeszedł do rezerwy. W grudniu 1940 został komendantem Okręgu Lublin Batalionów Chłopskich. Stanowiska zrzekł się w czerwcu 1941 z powodów zdrowotnych. Zastąpił go Tadeusz Szeląg. Po wojnie pracował w PGR. Był członkiem ZSL. Od 1958 prowadził własne gospodarstwo rolne.

## Ordery i odznaczenia
- Krzyż Walecznych
- Krzyż Batalionów Chłopskich